# Premio César per il miglior cortometraggio d'animazione
Il premio César per il miglior cortometraggio d'animazione (César du meilleur court métrage d'animation) è un premio cinematografico francese assegnato annualmente dall'Académie des arts et techniques du cinéma dal 1977 al 1990 e nuovamente dal 2014 ad oggi.

## Albo d'oro
I vincitori sono indicati in grassetto, a seguire gli altri candidati.

### Anni 1970-1979
- 1977: Un comédien sans paradoxe, regia di Robert Lapoujade
  - Bactéries nos amies, regia di Michel Boschet
  - Déjeuner du matin, regia di Patrick Bokanowski
  - L'empreinte, regia di Jacques Cardon
  - Oiseau de nuit, regia di Bernard Palacios
  - La Rosette arrosée, regia di Paul Doppf
- 1978: Rêve, regia di Peter Foldes
  - Fracture, regia di Gaëtan e Paul Brizzi
  - Kubrick à brac, regia di Dominique Rocher
  - Mordillissimo, regia di Roger Beaurin
  - La nichée, regia di Gérard Collin
- 1979: La traversé de l'Atlantique à la rame, regia di Jean-François Laguionie
  - L'anatomiste, regia di Yves Brangolo
  - Le phénomène, regia di Paul Dopff

### Anni 1980-1989
- 1980: Demain la petite fille sera en retard à l'école, regia di Michel Boschet
  - Barbe bleue, regia di Olivier Gillon
  - Les troubles fêtes, regia di Bernard Palacios
- 1981: Le manège, regia di Marc Caro e Jean-Pierre Jeunet
  - Le réveil, regia di Jean-Christophe Villard
  - Les 3 inventeurs, regia di Michel Ocelot
- 1982: La tendresse du maudit, regia di Jean-Manuel Costa
  - L'échelle, regia di Alain Ughetto
  - Trois thèmes, regia di Alexander Alexeieff
- 1983: La légende du pauvre bossu, regia di Michel Ocelot
  - Chronique 1909, regia di Gaëtan e Paul Brizzi
  - Sans préavis, regia di Michel Gauthier
- 1984: Le voyage d'Orphée, regia di Jean-Manuel Costa
  - Au-delà de minuit, regia di Pierre Barletta
  - Le sang, regia di Jacques Rouxel
- 1985: La boule, regia di Alain Ughetto
  - L'invité, regia di Guy Jacques
  - Ra, regia di Pierre Jamin e Thierry Barthes
- 1986: L'enfant de la haute mer, regia di Patrick Deniau
  - La campagne est si belle, regia di Michel Gauthier
  - Contes crépusculaires, regia di Yves Charnay
- 1987: non assegnato
- 1988: Le petit cirque de toutes les couleurs, regia di Patrick Deniau
  - Transatlantique, regia di Bruce Krebs
- 1989: L'escalier chimérique, regia di Daniel Guyonnet
  - La princesse des diamants, regia di Michel Ocelot
  - Le travail du fer, regia di Celia Canning e Néry Catineau

### Anni 1990-1999
- 1990: Le porte-plume, regia di Marie-Christine Perrodin
  - Sculpture sculptures, regia di Jean-Loup Felicioli

### Anni 2010-2019
- 2014: Mademoiselle Kiki et les Montparnos, regia di Amélie Harrault
  - Sculpture, sculptures, regia di Jean-Loup Felicioli
- 2015: Les Petits Cailloux, regia di Chloé Mazlo
  - Bang Bang !, regia di Julien Bisaro
  - La Bûche de Noël, regia di Vincent Patar e Stéphane Aubier
  - La Petite Casserole d'Anatole, regia di Eric Montchaud
- 2016: Le Repas dominical, regia di Céline Devaux
  - La Nuit américaine d'Angélique, regia di Pierre-Emmanuel Lyet e Joris Clerté
  - Sous tes doigts, regia di Marie-Christine Courtès
  - Tigres à la queue leu leu, regia di Benoît Chieux
- 2017: Celui qui a deux âmes, regia di Fabrice Luang-Vija
  - Café froid, regia di François Leroy e Stéphanie Lansaque
  - Journal animé, regia di Donato Sansone
  - Peripheria, regia di David Coquard-Dassault
- 2018: Pépé le morse, regia di Lucrèce Andreae
  - Le futur sera chauve, regia di Paul Cabon
  - I Want Pluto to Be a Planet Again, regia di Marie Amachoukeli e Vladimir Mavounia-Kouka
  - Le Jardin de minuit, regia di Benoît Chieux
- 2019: Vilaine Fille (Kötü Kız), regia di Ayce Kartal
  - Au cœur des ombres, regia di Mónica Santos e Alice Guimarães
  - La Mort, père et fils, regia di Denis Walgenwitz e Winshluss
  - Raymonde ou l'évasion verticale, regia di Sarah Van Den Boom

### Anni 2020-2029
- 2020: La Nuit des sacs plastiques, regia di Gabriel Harel
  - Ce magnifique gâteau !, regia di Marc James Roels e Emma de Swaef
  - Je sors acheter des cigarettes, regia di Osman Cerfon
  - Make It Soul, regia di Jean-Charles Mbotti Malolo
- 2021: L'Heure de l'ours, regia di Agnès Patron
  - Bach-Hông, regia di Elsa Duhamel
  - L'Odyssée de Choum, regia di Julien Bisaro
  - La Tête dans les orties, regia di Paul Cabon
- 2022: Folie douce, folie dure, regia di Marine Laclotte
  - Empty Places, regia di Geoffroy de Crécy
  - Le monde en soi, regia di Sandrine Stoïanov e Jean-Charles Finck
  - Précieux, regia di Paul Mas
- 2023: La Vie sexuelle de mamie, regia di Urska Djukic et Émilie Pigeard
  - Câline, regia di Margot Reumont
  - Noir-Soleil, regia di Marie Larrivé
- 2024: Été 96, regia di Mathilde Bédouet
  - Drôles d'oiseaux, regia di Charlie Belin
  - La Forêt de mademoiselle Tang, regia di Denis Do